# Jacob Heinrich Reinhold
Jacob Heinrich Reinhold (* 9. April 1723 in Kreischau bei Torgau; † 2. April 1789) war ein deutscher Jurist und leitender kursächsischer Beamter. Er war Oberamtmann des kursächsischen Amtes Dresden.

## Leben und Wirken
Er promovierte zum Juristen an der Universität Leipzig und ist im Jahre 1765 als Oberamtmann in der Residenzstadt Dresden  nachweisbar.
1782 erwarb er von der verwitweten Sophia Amalia aus dem Winckel geb. von Möllendorff das Rittergut Zedtlitz.